# M99 (天体)
座標:  12h 18m 49.625s, +14° 24′ 59.36″
M99（NGC 4254）はかみのけ座にある渦巻銀河である。おとめ座銀河団に属しており、メシエカタログに含まれる天体の中で最も大きな後退速度を持つ。

## 概要
銀河を真正面から見たフェイスオン銀河で、1846年にロス卿によって、子持ち銀河 (M51) に次いで2番目に渦状構造が発見された銀河である。
条件が良い時に、口径6cmの望遠鏡で中心部の一部が丸く星雲状に見える。口径10cmでマラスは明るい斑点があり、これが中心から離れると数が少なくなっていく様子が好条件で見られるとした。しかし一般にはぼんやり見えるにとどまる。口径20cmでははっきりとした2個の核が見られる。この外観を紙風車に見立てる人がいる。口径30cmで2本の腕が、口径50cmで3本の腕を確認することができる。
2015年までに、SN 1967H、SN 1972Q、SN 1986I、SN 2014Lの4個の超新星が発見されている。
初の暗黒銀河候補であるVIRGOHI21は、M99の腕ではないかという説がある。

## 観測史
1781年3月15日にピエール・メシャンによって発見された。M98、M99、M100はメシャンによって同時に発見されている。同年4月13日、シャルル・メシエは座標を計測し、彼のカタログの第3版を脱稿する直前にカタログに加えた。メシエは「星のない星雲で、青白くM98よりやや明るい。7等星と8等星の間にはさまれている」としている。ジョン・ハーシェルは「極めて目立つ目標。明るくまるく中央が明るい。3個の渦状部分からできている」とした。1848年ロス卿は「渦状で明るい星が上にある。星雲の薄い部分がこの星を横切って、ある程度のびている。主な枝は下にあり、右方向に旋回する」とした。ダレストは「大きく明るくピカピカときらめく。枝は少し分かれる。端の方で拡散しているのがはっきりする」とした。